# Rånäs 4H
Rånäs 4H är en svensk idrottsförening från Rånäs som bildades 1956. Klubben har flera olika sektioner, bland annat en friidrottssektion med flera svenska mästare genom tiderna, såsom Maria Akraka. Till klubbmedlemmarna räknas bland andra Anna Rahm (hel- och halvmarathon), Anneli Fransson (5000 och 10000 m), Ulrika Johansson (800, 1500 och 3000 m) och Helena Olofsson (hel- och halvmarathon), Niklas Österberg, Janne Holmén och Fredrik Swahn (5000-10000 m).